# گزاره‌نما
گزاره‌نما یا تابع گزاره‌ای در ریاضیات جدید جمله‌ای مانند (P(x است که به ازای هر x از یک مجموعه دلخواه یک گزاره تولید می‌شود. گزاره‌نما تقریباً معادل محمول در منطق کلاسیک است
مثال» به عنوان مثال «عدد x مربع کامل است» یک گزاره نما است به همراه متغیر عددی x یا نمونهٔ مورد توجه دیگر فرم‌های ثبت نام است که در آن کپی متن پیش‌نویس وجود دارد و برخی قسمت‌ها به عنوان متغیر است مانند نام خانوادگی، نام ، ..... و به عنوان متغیر گزاره نما می‌توان نام برد.

## دامنه گزاره نما
دامنه منبع گزاره نما در واقع مجموعه ای است که اگر اعضای آن به جای متغیر قرارگیرند گزاره نما را به یک گزاره تبدیل می‌کنند و این دامنه را با D نمایش می‌دهند. (اول کلمه “Domain”)

## مجموعه جواب‌ها
مجموعه جواب یک گزاره نما زیر مجموعه‌ای از دامنه گزاره نما است که اگر به جای متغیر در گزاره نما قرار داده شود ان را به یک گزاره درست تبدیل می‌کند و معمولاً این مجموعه را با A نمایش می‌دهند
مثال‌ها:
گزاره نمای "X یک دانشمند است " را در نظر بگیرید، در این مورد اگر به جای x نام شخص قرار دهیم گزاره نما به یک گزاره تبدیل می‌شود (دامنه D) ولی اگر چیز دیگری مانند عدد قرار دهیم به عبارتی بی‌معنی تبدیل می‌شود.
حال اگر به جای x نام یک دانشمند را قرار دهیم مانند "انیشتین " گزاره نما به یک گزاره درست تبدیل می‌شود ولی اگر اسم یک هنرمند را قرار دهیم گزاره نما به یک گزاره تبدیل می‌شود اما نه یک گزاره درست یک گزاره غلط.

## مثال‌های عددی
{\displaystyle x^{2}=x}
مورد ۱: در مورد اول برای دامنه می‌دانیم که دامنه مجموعه اعداد حسابی است. در مورد مجموعه جواب باید معادله را حل کنیم که به این ترتیب مجموعه جواب {\displaystyle A={0,1}} خواهد بود.